# Martin Kaltenpoth
Martin Kaltenpoth (* 1977 in Hagen) ist ein deutscher Evolutionsökologe.

## Wissenschaftlicher Werdegang
Nach dem Studium der Biologie an der Julius-Maximilians-Universität Würzburg, das von der Studienstiftung des deutschen Volkes gefördert wurde, promovierte Kaltenpoth 2006 bei Erhard Strohm zum Thema Schützende Bakterien und attraktive Pheromone – Symbiose und chemische Kommunikation bei Bienenwölfen. Anschließend war er Postdoktorand an der Universität Regensburg und der University of Utah in Salt Lake City. 2009 kam er als Leiter der Max-Planck-Forschungsgruppe Insektensymbiose an das Max-Planck-Institut für chemische Ökologie. 2015 folgte der Ruf auf den Lehrstuhl für Evolutionäre Ökologie an der Johannes Gutenberg-Universität Mainz. Seit 2020 ist er Direktor und Wissenschaftliches Mitglied am Max-Planck-Institut für chemische Ökologie und Leiter der Abteilung Insektensymbiose.

## Forschung
Kaltenpoth untersucht Symbiosen zwischen Insekten und Mikroorganismen. Bakterien sind wichtige Partner ihrer Wirte, da sie die Erschließung neuer Lebensräume und die Verwertung von Nahrung ermöglichen. Außerdem unterstützen sie Insekten bei der Verteidigung gegen Feinde. Das Ziel von Kaltenpoths Forschung ist es, die Vielfalt bakterieller Symbionten in Insekten und ihre Bedeutung für die Ökologie der Wirte zu charakterisieren und dabei ihren evolutionären Ursprung nachzuvollziehen.

## Ehrungen und Auszeichnungen
- Student Research Grant Award, Animal Behavior Society, USA, 2001
- Theodore Roosevelt Memorial Grant, American Museum of Natural History, USA, 2002
- Biocenter Science Award der Julius-Maximilians-Universität Würzburg, 2006
- Förderpreis der Ingrid Weiss / Horst Wiehe Stiftung, Deutsche Gesellschaft für allgemeine und angewandte Entomologie (DGaaE), 2007[6]
- Young Scientist Award, Society for Experimental Biology (SEB), United Kingdom, 2007
- Thüringer Forschungspreis, 2014[7]
- Griswold Lecture, Department of Entomology, Cornell University, USA, 2018
- European Research Council (ERC) Consolidator Grant, 2019[8]
- Gewähltes Mitglied der European Molecular Biology Organization, 2023[9]
- Honorarprofessur für Evolutionäre Ökologie an der Friedrich-Schiller-Universität Jena, Fakultät für Biowissenschaften, 2023[10]